# Rookrussula
De rookrussula (Russula adusta) is een paddenstoel uit de familie Russulaceae. De zeldzame soort groeit in dennenbossen. De paddenstoel heeft als alle russula's een broze structuur doordat deze is opgebouwd uit draadvormige hyfen en groepjes ronde cellen.

## Kenmerken

### Uiterlijke kenmerken
Hoed
De hoed is 7-20 cm breed. Wanneer jong, is de hoed gewelfd met een opgerolde rand, maar al snel wordt hij ingedrukt en later zelfs licht trechtervormig. De kleur varieert van witachtig tot licht beige of beige tot lichtbruin. Bij vochtig weer is de hoedhuid kleverig, bij droogte glanzend. De huid is niet afschilferbaar.
Lamellen
De lamellen staan vrij dicht op elkaar. Ze zijn boogvormig en worden naarmate de paddenstoel ouder wordt licht aflopend, en hebben meer of minder tussenschotten. De kleur is witachtig en wordt bij het ouder worden donker grijszwart. 
Steel
De steel is 4-10 cm lang en 1,5-3 cm breed. Hij lijkt kort en stevig en heeft een cilindrische vorm. De steelbasis is vaak onregelmatig geplooid tot gegroefd. De steel is altijd bleek rookgrijs en wordt niet donkergrijs.
Geur en smaak
Het vlees is hard, bros en witachtig. Bij beschadiging verkleurt het eerst roze en wordt dan langzaam grijs. De paddenstoel heeft een onopvallende geur of ruikt naar oude wijnvaten. De smaak is mild, maar niet lekker, eerder dof aards. Het vlees kleurt met ijzersulfaat eerst oranje en dan olijf-grijs, met 10% formaline kleurt het roze-oranje en met guajak reageert het maar zwak.
Sporenprint
De sporenprint is wit (Ia volgens Romagnesi).

### Microscopische kenmerken
De ovale sporen (7-9 × 6-8 µm) hebben zeer kleine wratjes, die zelden meer dan 0,2-0,3 µm hoog worden. Ze zijn verbonden door zeer fijne lijnen, die een bijna volledig netwerk vormen met talrijke kleine mazen. De basidia zijn (30) 50-60 (78) µm lang en 7,5-11 (12) µm breed. Ze hebben meestal vier, zelden twee tot drie 5-6 μm lange sterigma. Pleurocystidia komen meestal veel voor, ze zijn 50-100 µm lang en 5-7 (11) μm breed, ze zijn bijna cilindrisch en hebben een stompe top. In sulfovanilline kleuren de cystiden boven blauw en onder roze.
De hyfen van de hoedhuid zijn smal, slechts ongeveer 2-4 µm breed en bevatten vacuolepigmenten, er zijn geen membraanpigmenten aanwezig. De pileocystidia, indien aanwezig, zijn meestal niet gesegmenteerd en hebben ongeveer dezelfde vorm als de pleurocystidia. Ze kunnen ook worden gekleurd met sulfovanilline. Primitieve hyfen komen niet voor.

## Ecologie
De rookrussula is, net als alle Russula-soorten, een mycorrhizaschimmel die voornamelijk een symbiose aangaat met dennenbomen. Daarnaast kunnen ook sparren en zelden ook zilversparren als gastheer dienen. Alleen in uitzonderlijke gevallen gaat Russula een symbiose aan met loofbomen.
Russula is te vinden in gemengde bossen van bosgierst-beuken met verspreide sparren of dennenbomen, in bergachtige sparren-beukenbossen, in sparren- en dennenbossen en in de bijbehorende naaldbossen.
De schimmel geeft de voorkeur aan zure, voedingsarme, matig droge tot vochtige, ondiepe tot middeldiepe bodems. Hij komt meestal voor op zandige tot zandig leemachtige podzolgronden en gepodzoliseerde bruine gronden (Hagerböden) op een kristallijne ondergrond. In mesofiele beuken-, beuken-sparren- en puinhellingbossen wordt de schimmel alleen af en toe aangetroffen op oppervlakkig sterk verzuurde plekken boven dikke humuslagen in het wortelgebied van sparren of dennenbomen.
De vruchtlichamen verschijnen van juli tot oktober, van laagland tot in hogere berggebieden. 

## Verspreiding
De periode van fructificatie is juni tot en met oktober. Deze Russula leeft zoals alle Russula-soorten in symbiose met bomen. De rookrussula gaat in het bijzonder symbiose aan met de grove den. Daarnaast kunnen ook sparren en zelden ook zilversparren als waard dienen. Een enkele maal gaat Russula een symbiose met een loofboom aan.
De rookrussula komt voor op voedselarme, droge zandgrond. De soort wordt op bijna heel het noordelijk halfrond aangetroffen: in Noord-Azië (Klein-Azië, Japan, Zuid-Korea), Noord-Amerika, Noord-Afrika (Marokko, Algerije) en Europa.
De rookrussula is op de Nederlandse rode lijst aangemerkt als "bedreigd".

## Toepassingen
De rookrussula is jong eetbaar maar weinig smakelijk. Deze russula moet bovendien vanwege de zeldzaamheid van de paddenstoel ontzien worden.

## Naam
De soortaanduiding adusta is het voltooid deelwoord van het Latijnse werkwoord adurere (verbranden, verzengen) en verwijst net als de Nederlandse naam 'rookrussula' en het Duitse 'Rauchbraune Schwärz-Täubling' of 'Brandtäubling' en het Franse 'russule brûlée' naar het geleidelijk aan bruin wordende vruchtlichaam, dat eruitziet alsof het verbrand is.

## Fotogalerij

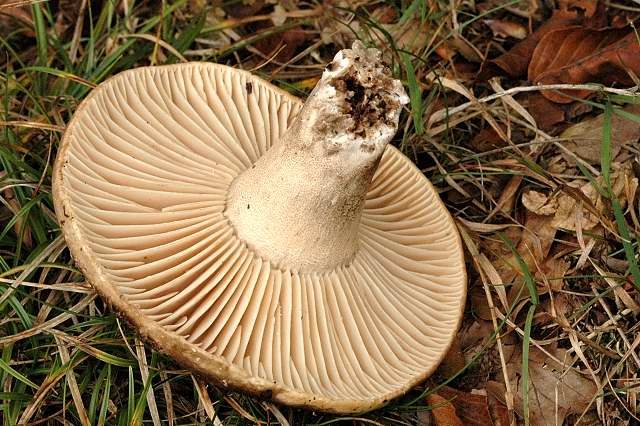
Onderzijde met lamellen
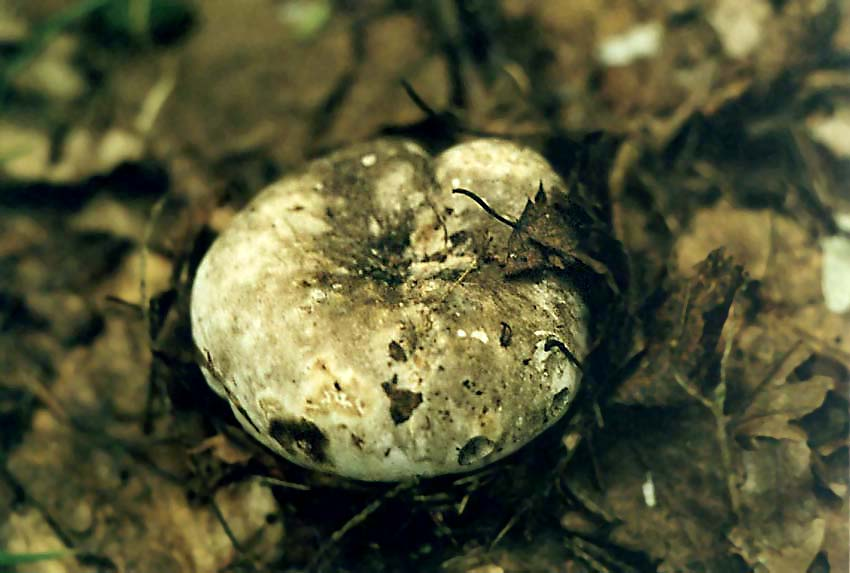
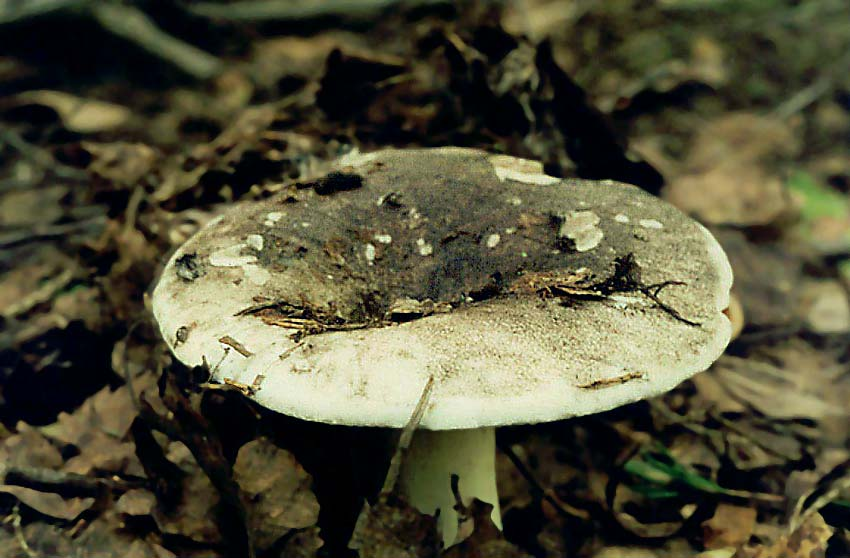
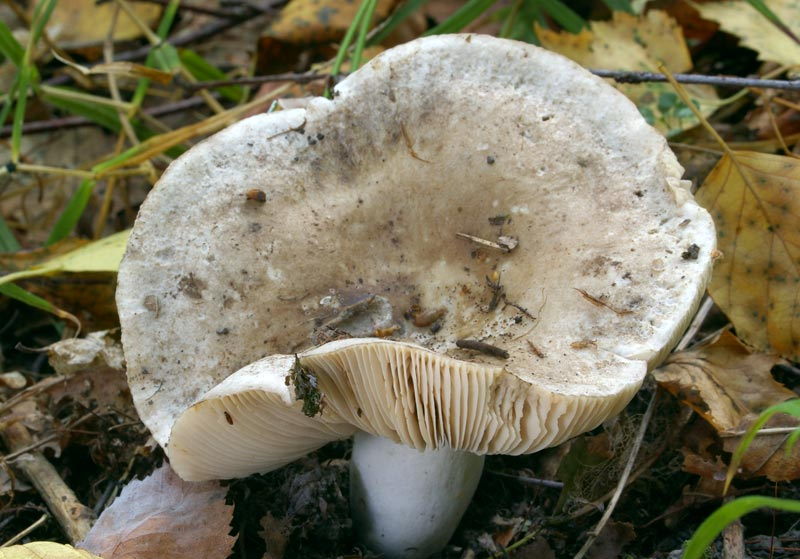
Een ouder vruchtlichaam